# اینورنس، شهرستان بولاک، آلاباما
اینورنس (به انگلیسی: Inverness) یک منطقهٔ مسکونی در ایالات متحده آمریکا است که در آلاباما واقع شده‌است. اینورنس ۱۳۰٫۱۵ متر بالاتر از سطح دریا واقع شده‌است.